# Ibrahim Tuqan
Ibrahim Tuqan (in arabo إبراهيم طوقان‎?; Nablus, 1905 – Gerusalemme, 2 maggio 1941) è stato un poeta palestinese.
Tuqan nacque a Nablus, allora compresa nell'Impero ottomano, da un'importante famiglia che governò la città tra il XVIII e il XIX secolo. Fu un attivo nazionalista palestinese e sostenne con le sue opere le rivolte arabe nella Palestina mandataria. È fratello della poetessa Fadwa Tuqan, che influenzò in modo significativo da un punto di vista stilistico.

## Biografia
Frequentò la al-Rashadiyya al-Gharbiyya a Nablus, dove conseguì la sua istruzione primaria, per poi frequentare la St. George's School a Gerusalemme per la sua istruzione secondaria. Continuò i suoi studi presso l'Università americana di Beirut dal 1923 al 1929. Dopo la laurea in lettere, Tuqān lavorò come docente di letteratura araba presso l'Università di Nablus. Trascorse un anno all'università, nel 1929, quando la Palestina fu testimone di una grave rivolta. Questo evento spinse Tuqan a scrivere poesie nazionaliste arabe. In seguito divenne professore presso l'Università americana di Beirut e vicedirettore della sezione dei programmi arabi della Palestine Broadcasting Station con sede a Gerusalemme.
Nel 1937 sposò Sāmia ʿAbd al-Hādī. La coppia ebbe un figlio, Jaʿfar, e una figlia, Ureib. Tuqān soffrì di problemi allo stomaco per tutta la vita e nel 1941 morì all'età di 36 anni a causa di un'ulcera peptica all'Ospedale francese di Gerusalemme.

## Poesia
L'esperienza di Tuqan come poeta iniziò durante la sua adolescenza. Fu fortemente influenzato dal nonno, che scrisse numerosi zéjel, così come dalla madre, innamorata della letteratura araba. Incoraggiato da suo padre, Tuqan si interessò al Corano, che studiò e lesse approfonditamente. Tuqan pubblicò la sua prima poesia nel 1923 mentre si trovava a Beirut, incoraggiato dalla stampa libanese. Nel 1923, Tuqan pubblicò la sua prima ode in Libano, intitolata al-Mumarridat o Mala'ikat al-rahma.
La maggior parte delle sue poesie trattava della lotta araba nella Palestina mandataria. Le sue poesie conobbero un grande successo in tutto il mondo arabo durante la Grande rivolta araba. Una delle sue composizioni popolari fu Mawtini, che egli scrisse durante la rivolta. La poesia divenne di fatto l'inno nazionale palestinese fino a quando non ne venne adottato uno ufficiale (Fida'i) nel 1996. Nel 2004, l'Iraq ha adottato la poesia come suo inno nazionale. Molti palestinesi si identificano ancora in Mawtini insieme a Fida'i.